# Associação Mundial de Boxe
A Associação Mundial de Boxe, denotada AMB (em inglês:  World Boxing Association, denotada WBA), é a principal organização de boxe do mundo. Aprova lutas oficiais e premiações aos vencedores do título de campeão do mundo da WBA, na categoria profissional.

## História
A Associação surgiu em 1921, com o nome de National Boxing Association (NBA), em Rhode Island, nos Estados Unidos. Foi formada por representantes de treze estados norte-americanos. O primeiro combate reconhecido pela organização ocorreu entre o norte-americano Jack Dempsey e o francês Georges Carpentier, na categoria de pesos-pesados, em 2 de julho de 1921, no Boyle's Thirty Acres, em Jersey City. Esta foi também a primeira luta transmitida pelo rádio.
Com o crescimento da popularidade do boxe no mundo todo, a National Boxing Association (NBA) alterou seu nome para o atual, Associação Mundial de Boxe (AMB), em 23 de agosto de 1962.
Durante seus anos de existência, a entidade teve 43 presidentes nascidos nos Estados Unidos, exceptuando-se os canadenses Frank Hogan, Dave Rochon e Nero McKenzie; os panamenhos Elías Córdova e Rodrigo Sánchez; e os venezuelanos Fernando Mandry Galindez, Gilberto Mendoza e Gilberto Mendoza Jr..

## Presidentes

### Associação Nacional de Boxe (NBA)
|     | Nome               | Período   |
| --- | ------------------ | --------- |
| 1.  | Walter H. Liginger | 1921–1922 |
| 2.  | Richard T. Burke   | 1922–1924 |
| 3.  | Latrobe Cogswell   | 1924–1926 |
| 4.  | Allan W. Baehr     | 1926–1927 |
| 5.  | Thomas Donahue     | 1927–1928 |
| 6.  | Paul Prehn         | 1928–1929 |
| 7.  | Stanley M. Issac   | 1929–1930 |
| 8.  | Jhon Clinnin       | 1930–1932 |
| 9.  | James M. Brown     | 1932–1933 |
| 10. | Edward C. Foster   | 1933–1935 |
| 11. | Jhon J. Aherm      | 1935–1936 |
| 12. | Joseph F. Maloney  | 1936–1937 |
| 13. | Frank Hogan        | 1937–1938 |
| 14. | Charles F. Reynold | 1938–1939 |
| 15. | Harvey L. Miller   | 1939–1940 |
| 16. | Joseph Triner      | 1940–1941 |
| 17. | Abe J. Green       | 1941–1948 |
| 18. | Falmen Adae        | 1948–1949 |
| 19. | Fred J. Saddy      | 1949–1950 |
| 20. | Arch Hindman       | 1950–1951 |
| 21. | Dave Rochon        | 1951–1952 |
| 22. | George A. Barton   | 1952–1953 |
| 23. | Andrew G. Putka    | 1953–1954 |
| 24. | Tony Petronella    | 1954–1955 |
| 25. | Louis R. Radzienda | 1955–1956 |
| 26. | Floyd Stevens      | 1956–1957 |
| 27. | Gilbert H. Jackson | 1957–1958 |
| 28. | Ward Wylie         | 1958–1959 |
| 29. | Anthony Marceroni  | 1959–1960 |
| 30. | David Ott          | 1960–1961 |
| 31. | Charles P. Larson  | 1961–1962 |

### Associação Mundial de Boxe (AMB) (WBA)
|     | Nome                     | Período       |
| --- | ------------------------ | ------------- |
| 1.  | Charles P. Larson        | 1962–1963     |
| 2.  | Ed Lassman               | 1963–1964     |
| 3.  | Nero McKenzie            | 1964–1965     |
| 4.  | James Deskin             | 1965–1966     |
| 5.  | M.R Bob Evans            | 1966–1968     |
| 6.  | Emile Bruneau            | 1968–1970     |
| 7.  | Bill Brennan             | 1970–1972     |
| 8.  | Robert M. Lee            | 1972–1974     |
| 9.  | Elías Córdova            | 1974–1977     |
| 10. | Fernando Mandry Galindez | 1977–1979     |
| 11. | Rodrigo Sánchez          | 1979–1982     |
| 12. | Gilberto Mendoza         | 1982–2015     |
| 13. | Gilberto Mendoza Jr.     | 2015–presente |

## Super títulos
De acordo com as regras da WBA, quando um campeão possui um título na mesma categoria em outra das três principais organizações, para o boxeador é entregado um reconhecimento especial: será nomeado "campeão unificado" e lhe é dado mais tempo entre as defesas obrigatórias de seu título. O Comitê e o presidente da WBA poderão designar a um campeão como Supercampeão em circunstâncias excepcionais; se isto ocorrer considera-se o título de campeão como vago. Quando um campeão da WBA defende seu título "regular" pela 5° ou 6° vez; ele poderá ser promovido a Supercampeão, em uma junção dos membros da WBA onde acontecerá uma votação para decidir.

## Atuais campeões da AMB

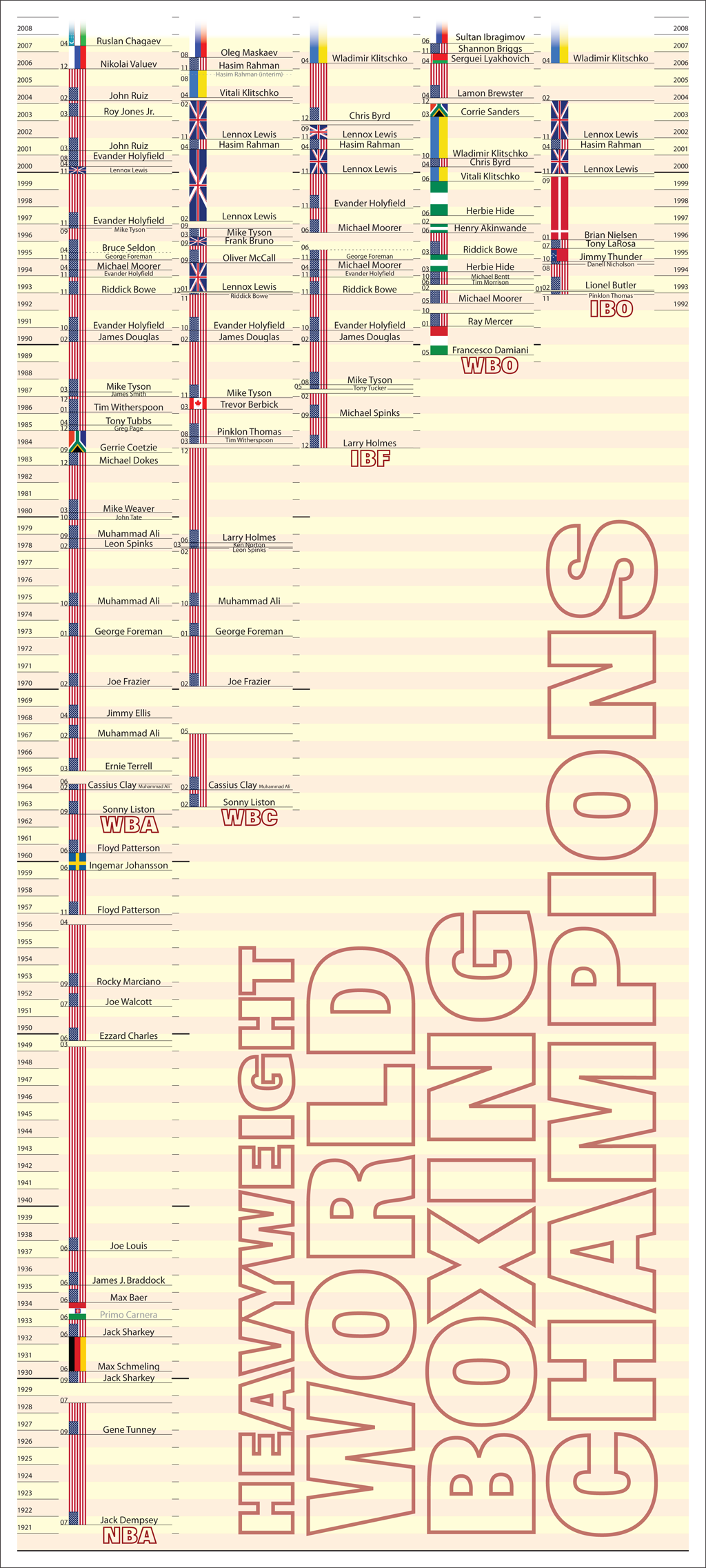
Campeões dos pesos-pesados, desde 1920, das cinco organizações de boxe mais importantes do mundo.

| Peso           | Campeão                         | Desde                   | Ref.        |
| -------------- | ------------------------------- | ----------------------- | ----------- |
| Peso-mínimo    | Oscar Collazo (Supercampeão)    | 16 de novembro de 2024  | [ 5 ] [ 6 ] |
| Mosca-ligeiro  | Erick Rosa                      | 19 de dezembro de 2024  | [ 5 ] [ 6 ] |
| Peso-mosca     | Kenshiro Teraji                 | 13 de março de 2025     | [ 5 ] [ 6 ] |
| Super-mosca    | Fernando Martínez               | 7 de julho de 2024      | [ 5 ] [ 6 ] |
| Peso-galo      | Seiya Tsutsumi                  | 13 de outubro de 2024   | [ 5 ] [ 6 ] |
| Super-galo     | Naoya Inoue (Supercampeão)      | 26 de dezembro de 2023  | [ 5 ] [ 6 ] |
| Peso-pena      | Nick Ball                       | 1 de junho de 2024      | [ 5 ] [ 6 ] |
| Super-pena     | Lamont Roach Jr.                | 25 de novembro de 2023  | [ 5 ] [ 6 ] |
| Peso-leve      | Gervonta Davis                  | 28 de dezembro de 2019  | [ 5 ] [ 6 ] |
| Super-leve     | Gary Antuanne Russell           | 1 de março de 2025      | [ 5 ] [ 6 ] |
| Meio-médio     | Terence Crawford (Supercampeão) | 29 de julho de 2023     | [ 5 ] [ 6 ] |
| Meio-médio     | Eimantas Stanionis              | 16 de abril de 2022     | [ 5 ] [ 6 ] |
| Médio-ligeiro  | Israil Madrimov (Supercampeão)  | 8 de março de 2024      | [ 5 ] [ 6 ] |
| Peso-médio     | Erislandy Lara                  | 1 de maio de 2021       | [ 5 ] [ 6 ] |
| Supermédio     | Canelo Álvarez (Supercampeão)   | 19 de dezembro de 2021  | [ 5 ] [ 6 ] |
| Meio-pesado    | Dmitry Bivol (Supercampeão)     | 22 de fevereiro de 2025 | [ 5 ] [ 6 ] |
| Meio-pesado    | David Benavidez                 | 1 de fevereiro de 2025  | [ 5 ] [ 6 ] |
| Cruzador       | Gilberto Ramirez (Supercampeão) | 30 de março de 2024     | [ 5 ] [ 6 ] |
| Super cruzador | Muslim Gadzhimagomedov          | 12 de julho de 2024     | [ 5 ] [ 6 ] |
| Peso-pesado    | Oleksandr Usyk (Supercampeão)   | 26 de setembro de 2021  | [ 5 ] [ 6 ] |
| Peso-pesado    | Kubrat Pulev                    | 7 de dezembro de 2024   | [ 5 ] [ 6 ] |